# Träskbåt

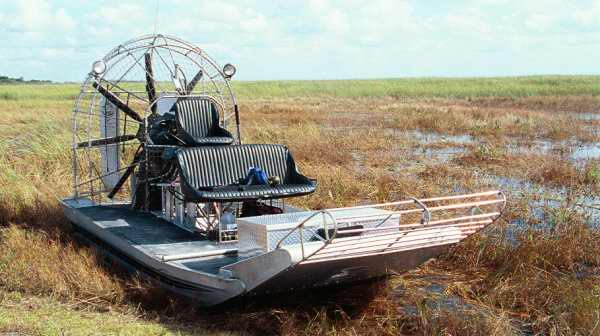
En träskbåt

Träskbåt är en slags båt med propeller ovanför vattenytan och ett plattbottnat skrov vilket tillåter den att färdas även i träsk och på is där en propeller under vattenytan skulle fastna i växtlighet och liknande.